# Severina

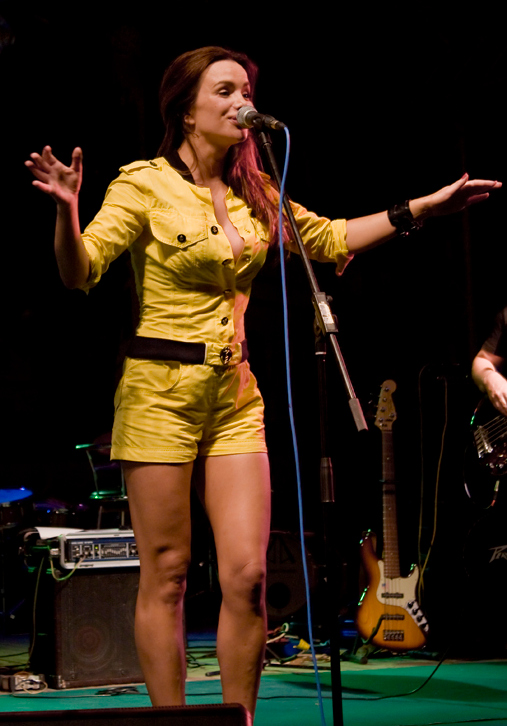
Severina Vučković, 2008.

Severina är ett latinskt kvinnonamn  bildat av ordet severus som betyder sträng, allvarsam. Den maskulina formen är Severin.
Den 31 december 2014 fanns det totalt 145 kvinnor folkbokförda i Sverige med namnet Severina, varav 28 bar det som tilltalsnamn.
Namnsdag: saknas

## Personer med namnet Severina
- Severina Vučković, kroatisk popsångerska